# Lamu-Archipel
Der Lamu-Archipel liegt im Indischen Ozean an der Nordküste Kenias. Der Archipel besteht aus den Inseln Lamu, Pate, Mande und gehört zum kenianischen Lamu County. Neben den drei größeren Inseln gehören zum Lamu-Archipel noch einige kleinere Eilande, wie Kiwayu und Manda Toto. Der wichtigste Ort des Archipels, Lamu Town ist Teil des UNESCO-Welterbes.
Die Geschichte der durch die Swahili-Gesellschaft geprägten Inselgruppe ist durch den Handel mit arabischen und portugiesischen Kaufleuten verbunden.